# 薩多韋 (科羅斯特舍夫區)
50°26′15″N 29°1′55″E / 50.43750°N 29.03194°E
薩多韋（烏克蘭語：Садове）是烏克蘭北部的村莊，隸屬日托米爾州的日托米爾區。該村始建於1795年，面積28.75平方公里，海拔高度180米，2001年人口547，人口密度每平方公里19.03人。